# Веркана
Веркана (итал. Vercana) — коммуна в Италии, располагается в регионе Ломбардия, в провинции Комо.
Население составляет 730 человек (2008 г.), плотность населения составляет 52 чел./км². Занимает площадь 14 км². Почтовый индекс — 22013. Телефонный код — 0344.
Покровителем населённого пункта считается святой .

## Демография
Динамика населения:

## Администрация коммуны
- Официальный сайт: